# البريء (رواية)
البريء (بالإنجليزية: The Innocent)‏ هي رواية للكاتب البريطاني إيان ماك إيوان، نشرت عام 1990. وتعتبر إحدى أفضل رواياته.

## القصة
تقع القصة في برلين في عامي 1955 و1956 مع بداية الحرب الباردة، وتصف العملية المشتركة بين المخابرات البريطانية والمخابرات الأمريكية لإنشاء نفق من الجانب الأمريكي في برلين إلى الجانب الروسي، للتجسس على الاتصالات الهاتفية للقادة السوفيت. ويقوم ليونارد مارنهام الإنجليزي ذو الخمسة والعشرين سنة، بإعداد وإصلاح آلات تسجيل الأشرطة المستخدمة في النفق. ويقع في الحب مع ماريا إيكدورف الألمانية المطلقة ذات الثلاثين عاماً.
وتدور القصة حول علاقة الحب بينهما ودور ليونارد في تلك العملية.

## روابط خارجية
- البريء على موقع الموسوعة البريطانية (الإنجليزية)